# Birth to the Future〜25Singles〜
『Birth to the Future〜25Singles〜』（バース・トゥ・ザ・フューチャー トゥエンティ・ファイヴ・シングルス）は永井真理子初のシングル・コレクション。

## 概要
本作は永井28歳の誕生日が発売日。デビューから本作発売当時までに発売された永井のシングル全25曲をリリース順に収録。オリジナル・アルバム未収録「YOU AND I」「We are OK!」がアルバム初収録。 
本以降として純粋なシングル・コレクションとしてのリリースは行なっておらず（選曲されたベストアルバムを多数リリース、2011年リリースのベスト盤は非公認として発売）、1997年にレコード会社を東芝EMI（現・ユニバーサルミュージック）へ移籍。現時点ではファンハウス（現・アリオラジャパン）在籍時代の当時発表済みシングルの視聴ができる、公認オールタイム・ベストアルバムとなっている。

## 収録曲

### Disc-1
全編曲：根岸貴幸、全作詞：亜伊林（特記以外）
1. Oh,ムーンライト
  - 作曲：谷口守
2. 瞳･元気
  - 作詞：只野菜摘、作曲：辛島美登里
3. Brand-New Way
  - 作詞：川田多摩喜、作曲：藤井宏一
4. ロンリイザウルス
  - 作曲：北野誠
5. 自分についた嘘
  - 作曲：谷口守
6. Fight!
  - 作曲：辛島美登里
7. Ready Steady Go!
  - 作曲：前田克樹
8. TIME-Song For GUNHED-
  - 作曲：馬場孝幸
9. ミラクル･ガール
  - 作曲：藤井宏一
  - 読売テレビ系アニメーション『YAWARA!』初代オープニングテーマ
10. White Communication〜新しい絆〜
  - 作詞・作曲：佐野元春
  - NHK『花の万博』イメージ・ソング
11. 23才
  - 作詞：永井真理子・浅田有理、作曲：前田克樹
12. ZUTTO
  - 作曲：藤井宏一
  - フジテレビ系『邦ちゃんのやまだかつてないテレビ』エンディングテーマ

### Disc-2
全作詞：永井真理子（特記以外）
全作曲：永井真理子・廣田コージ（特記以外）
全編曲：廣田コージ（特記以外）根岸貴幸（M-1.2.3.4.5）
1. ハートをWASH!
  - 作詞：浅田有理、作曲：北野誠
  - フジテレビ系『邦ちゃんのやまだかつてないテレビ』オープニングテーマ
2. 私の中の勇気
  - 作詞：永井真理子、作曲：前田克樹
3. やさしくなりたい
  - 作詞：亜伊林、作曲：北野誠
  - 明治乳業『ブルガリアヨーグルト』CMソング
4. YOU AND I
  - 作詞・作曲：陣内大蔵
  - 読売テレビ系アニメーション『YAWARA!』4代目オープニングテーマ
5. 泣きたい日もある
  - 作詞・作曲：遠藤京子
6. chu-chu♥
7. 大きなキリンになって
8. HYSTERIC GLAMOUR 2
9. We are OK!
10. my sweet days
  - 編曲：廣田コージ・林真史
11. Cherry Revolution
12. 日曜日が足りない（Remix Version）
13. きれいになろう